# Andrzej Kwiatkowski (dziennikarz)
Andrzej Ignacy Kwiatkowski (ur. 15 września 1941 w Warszawie) – polski dziennikarz, inżynier, rolnik i poligraf.

## Życiorys

### Wykształcenie
Ukończył 32 Liceum Ogólnokształcące Warszawa-Włochy, wydział typografii w Państwowej Szkole Technicznej nr 5 w Warszawie oraz studia w Akademii Rolniczej – Szkoły Głównej Gospodarstwa Wiejskiego w Warszawie na wydziale rolnym (inżynier).

### Działalność zawodowa
W latach 1961–1991 pracował w Państwowym Wydawnictwie Rolniczym i Leśnym w Warszawie: 1962–1991 red. techniczny, 1965–1971 sekretarz redakcji, 1971–1982 zastępca red. naczelnego, 1982–1991 redaktor naczelny dwutygodnika „Traktor”, 1991–1992 kierownik zespołu twórczego Listy o gospodarce, 1993–1994 kierownik działu publicystyki Programu I TVP S.A., naczelny redaktor tygodnika „Na Wskroś” w Częstochowie, 1995 – komentator w I Programie TVP, 1995–1996 zastępca red. naczelnego „Przeglądu Tygodniowego”, 1997–1998 dyrektor Biura Analiz i Planowania Strategicznego TVP, 1997–1998 członek Zarządu TVP, 1998–1999 dyrektor Biura Polityki i Koordynacji Programowej TVP, 2010–2013 dyrektor Ośrodka Szkolenia i Rozwoju – Akademia Telewizyjna TVP. Od 2016 roku redaktor naczelny miesięcznika „moja Lesznowola”.

### Działalność dziennikarska
Programy Telewizyjne w TVP:
- autor programów dla młodzież pt. Pozy
- prezenter bloków programowych Lato w Dwójce, Jesień w Dwójce, Przeboje tygodnia
- autor i prowadzący program Agromarket, Techniczny magazyn rolniczy, Z życia wzięte, Co pani na to?[4], Karty na stół
- prowadzący program Radzimy rolnikom
- współautor i jeden z prowadzących programy: Turniej miast, Kariery-Bariery, Z pierwszej ręki, Tylko w Jedynce, w latach 1999-2004 Tygodnik Polityczny Jedynki[5][6][7]
- prowadzący debaty wyborcze w 1993 roku
- uczestnik debaty prezydenckiej Lech Wałęsa – Aleksander Kwaśniewski w 1995 roku[8]
- od 1972 roku należał do Stowarzyszenia Dziennikarzy Polskich do czasu zawieszenia tej organizacji w stanie wojennym

## Życie prywatne
Żonaty. Żona Krystyna, modelka. Córki (bliźniaczki) – Anna Katarzyna Kwiatkowska – architekt wnętrz, scenograf, absolwentka Akademii Sztuk Pięknych w Warszawie, Katarzyna Anna Kwiatkowska – dziennikarka, absolwentka WDiNP Uniwersytetu Warszawskiego.

## Nagrody i odznaczenia
- Odznaka „Zasłużony Działacz Kultury” (1977)
- Srebrny Krzyż Zasługi (1982)
- II Nagroda Klubu Publicystów Rolnych SDP (1980)
- Nagroda Business Centre Club „Ostre Pióro” (2004)
- „Okulary Równości” (2005) – przyznane przez Izabelę Jarugę-Nowacką